# Craspedosis auriflua
Craspedosis auriflua là một loài bướm đêm trong họ Geometridae.